# Kera Tamara
Kera Tamara (em búlgaro:  Кера Тамара) era filha do imperador da Bulgária João Alexandre e sua segunda esposa, Sara-Teodora. Ela era irmã de João Sismanes e de João Esracimir. 

## História
O primeiro marido de Kera Tamara foi o déspota Constantino. De acordo com uma teoria, ele seria o déspota de Velebusdo Constantino Dragases, cuja filha, Helena Dragasa, casou-se com o imperador bizantino Manuel II Paleólogo, a mãe do último imperador em Constantinopla, Constantino XI Paleólogo. Porém, esta teoria tem sido refutada pelos historiadores por que, em 1371, Kera Tamara já era viúva ao passo que Constantino Dragases morreu em 1395. Portanto, o déspota Constantino que aparece na iluminura do Tetraevangelia de João Alexandre ao lado dela é outra pessoa.
Já em 1371, quando João Alexandre morreu e João Sismanes herdou o trono em Tarnovo, chegaram na capital emissários do sultão otomano Murade I pedindo audiência com o novo imperador. O sultão, que obviamente já ouvira falar da beleza de Kera Tamara e sabendo que ela era viúva, exigiu a mão da princesa em casamento como garantia de uma duradoura paz entre os dois países. João Sismanes conseguiu driblar a exigência e manteve o sultão esperando por sete anos. Sobre isso, uma crônica búlgara anônima do século XV relata:
| “ | ...e ao trono ascendeu Sismanes, filho de Alexandre. Amorat [Murade] enviou seus homens para pedir sua irmã, mas ele não queria entregar sua irmã, a tsarina Kera Tamara... | ” |
|   | — Crônica Anônima. |   |

Porém, em 1378, quando suas tentativas de interromper o avanço turco fracassaram, João Sismanes relutantemente enviou Kera Tamara para o harém do sultão na capital otomana em Bursa. Ela recebeu permissão para continuar professando sua fé livremente. No Sinódico de Boril, seu destino foi louvado como um auto-sacrifício:
| “ | ...Por Kera Tamara, filha do grande imperador João Alexandre, grande princesa, esposa do grande emir Amurat, a quem ela foi entregue pelo bem do povo búlgaro. E ela, quando chegou lá, manteve sua fé ortodoxa, libertou seu povo, viveu bem e piedosamente, e morreu em paz, que sua memória viva para sempre... | ” |
|   | — Sinódico de Boril. |   |

O túmulo de Kera Tamara ainda hoje pode ser visto na cidade de Bursa no túmulo familiar da dinastia otomana, perto do marido, Murade I, e está identificado como "a princesa búlgara Maria". De acordo com o testamento de Kera Tamara, seu túmulo permanece descoberto e cevada foi plantada no local.